# Selena Milán
Selena González Milán es una personalidad de Internet, escritora y miembro de la cultura ballroom española.

## Primeros años
Selena fue asignada de género masculino al nacer, y creció en la localidad de Carrizal, en Gran Canaria. Si bien comenzó a sufrir bullying a una temprana edad debido a su expresión de género, contó con un fuerte apoyo familiar, incluido el de su madre, con quién salió del armario a la edad de 10 años cuando esta le preguntó si quería ser una chica.

## Carrera
Selena Milán saltó a la esfera pública cuando lanzó su canal de YouTube en 2016.
En 2021 lanzó en colaboración con la plataforma Mediaset España el canal de contenido Caza de witches, un formato en el que Selena entrevistaba a desconocidos en plena calle para descubrir a través de una serie de preguntas el nivel de sinceridad de los entrevistados. En septiembre de ese mismo año lanzó su libro Transapariencia: Soy Selena y soy una chica trans (Influencers), editado por Libros Cúpula. En su obra Selena narra toda su biografía desde su más temprana infancia, su experiencia y transición como una persona trans y defiende que, pese a ella haberse operado de una vaginoplastia, no es necesaria ningún tipo de operación o intervención quirúrgica para ser una persona trans válida.
En enero de 2023 Selena se vio envuelta en una polémica a través de redes sociales, al acusar a la cantante Fusa Nocta de apropiarse de la cultura ball en el marco de su actuación en el Benidorm Fest, alegando que esta no había contado con ninguna persona de dicha comunidad a la hora de llevar a cabo el espectáculo, y simplemente se había limitado a copiar de forma inexacta lo visto en el documental Paris is Burning. En diciembre de ese mismo año acudió como invitada al podcast Animales Humanos.
En 2024 fue miembro del jurado de la Gala Drag Queen de Las Palmas de Gran Canaria, en la que Drag Elektra fue proclamada vencedora.

## Vida personal
Tras mudarse a Madrid Selena mantuvo su identidad como mujer trans en secreto, y no fue hasta dos años después que decidió salir públicamente del armario, a la edad de 20 años.